# Brachionichthys
Brachionichthys  Bleeker, 1855 è un genere di pesci ossei della famiglia Brachionichthyidae.

## Tassonomia
Il genere comprende 2 specie viventi:
- Brachionichthys australis Last, Gledhill & Holmes, 2007
- Brachionichthys hirsutus (Lacépède, 1804)